# Belpahar
Belpahar là một thị xã và là nơi đặt ủy ban khu vực quy hoạch (notified area committee) của quận Jharsuguda thuộc bang Orissa, Ấn Độ.

## Nhân khẩu
Theo điều tra dân số năm 2001 của Ấn Độ, Belpahar có dân số 32.807 người. Phái nam chiếm 54% tổng số dân và phái nữ chiếm 46%. Belpahar có tỷ lệ 70% biết đọc biết viết, cao hơn tỷ lệ trung bình toàn quốc là 59,5%: tỷ lệ cho phái nam là 78%, và tỷ lệ cho phái nữ là 61%. Tại Belpahar, 11% dân số nhỏ hơn 6 tuổi.